# Дакота (фільм, 1945)
«Дакота» (англ. Dakota) - вестерн 1945 року режисера Джозефа Кейна з Джоном Вейном у головній ролі. Також у фільмі знімались Волтер Бреннан, Ворд Бонд та Михайло Мазуркевич.

## Сюжет
Події розгортаються у 1875 році. Професійний гравець  Джон Девлін (Джон Вейн) одружується на Сандрі (Віра Ролстон), дочці залізничного мільйонера Марко Полі (Гуго Гаас). Джон і Сандра рятуються від гніву батька, та їдуть у Фарго. Сандра вважає, що вони зможуть заробити тут гроші на продажу землі. Але під час подорожі на захід їх обманюють, та пара втрачає 20 000 доларів, які Сандра забрала від свого батька. У відчайдушній спробі повернути гроші, Девлін вступає у бій з бандитами.

## Актори
- Джон Вейн - Джон Девлін
- Віра Ролстон - Сандра Полі
- Волтер Бреннан - капітан Баунс
- Ворд Бонд - Джим Бендер

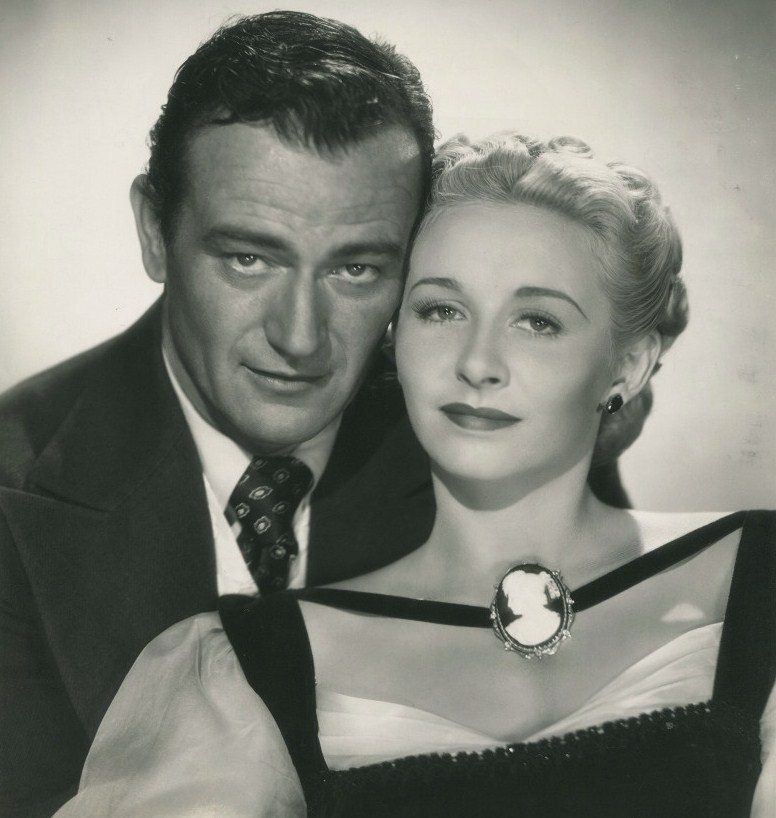
Джон Уейн та Віра Ролстон у фільмі Дакота

- Михайло Мазуркевич - Бігтрі Коллінз
- Она Мансон - Джерсі Томас
- Олів Блекени - містер Стоув
- Гуго Гаас - Марко Полі
- Нік Стюарт - Нікодемус
- Пол Фікс - буркотун
- Грант Візерс - Слагін
- Роберт Лівінгстон- лейтенант
- Олін Говланд - водій Девліна
- П'єр Воткін - Векстон Гірі
- Роберт Баррат - Енсон Стоув
- Джонатан Хейл - полковник Вордін
- Роберт Блейк - хлопчик
- Пол Херст - капітан Споттс
- Едді Волкер - кучер діліжансу
- Саран Падден — місіс Пламмер
- Джек Ла Ру - Свейд
- Джордж Клівленд - містер Пламмер
- Селмер Джексон - доктор Юдсон
- Клер Дю Брі - вахтерка
- Рой Баркрофт - водій Полі